# Platja dels Palangrers
La platja dels Palangrers, coneguda popularment com la platja del Segon Moll, és una platja urbana del municipi de Roses (Alt Empordà) situada al costat del moll de llevant del port de Roses, davant dels Balins, al peu del Puig Rom, a un quilòmetre del centre urbà de Roses. Té una longitud de 143 m i una amplada aproximada d'11 m amb sorra fina i aigües clares, amb fons de sorra i roca. La seva situació, orientada cap al sud i flanquejada pel moll del port, afavoreix que la platja quedi ben protegida del vent i de les ones. Disposa d'una zona de pic-nic sota l'ombra d'uns tamarius, equipada amb una font i taules i bancs de pedra. Està certificada des de l'any 2005 segons el Sistema de Qualitat Ambiental Europeu EMAS i internacional ISO 14.001.